# 가로막신경
가로막신경(phrenic nerve), 또는 횡격막신경(橫膈膜神經), 횡격신경은 운동신경과 감각신경 성분을 모두 가지는 신경으로, C3-C5 목신경에서 유래한다. 이 신경은 주된 호흡근인 가로막의 운동을 조절하는 유일한 신경이기 때문에 호흡에 매우 중요하다. 사람에서 양쪽 가로막신경의 주된 성분은 C4에서 오지만 C3와 C5 역시 신경 형성에 기여한다. 목에서 시작한 가로막신경은 아래로 내려와 가슴에서 심장과 폐 사이를 지나가 가로막에 이른다.
운동신경 섬유에 더해 가로막신경은 감각신경 섬유와 일부 교감신경 섬유도 포함하고 있으며, 감각신경은 가로막의 중심널힘줄과 세로칸가슴막에서 감각 신호를 받는다. 목신경얼기와 팔신경얼기의 신경 뿌리가 가로막신경 형성에 기여하나, 가로막신경은 두 신경얼기와는 독립적으로 여겨진다.
신경의 이름(phrenic nerve)는 고대 그리스어로 가로막을 뜻하는 'phren'에서 유래했다.

## 구조
가로막신경은 목 부위 척수 앞뿔의 가로막신경핵에서 시작된다. 속목정맥을 따라 비스듬히 내려가며 앞목갈비근을 가로지르고, 이때 깊은목근막의 척추앞층, 가로목동맥, 어깨위동맥보다 깊게 주행한다. 왼쪽에서 가로막신경은 빗장밑동맥 첫째 부분 앞쪽을 가로지른다. 오른쪽에서 가로막신경은 앞목갈비근 위에 놓인 채로 빗장밑동맥 둘째 부분 앞쪽을 가로지른다. 양쪽 가로막신경 모두 보통 빗장밑정맥보다는 뒤쪽에서 주행하며 이후 가슴으로 들어간다. 가슴에서는 허파뿌리 앞쪽에서 주행하며 섬유심장막과 세로칸가슴막 사이에 위치한다.
- 오른가로막신경은 빗장밑정맥 뒤쪽에서 팔머리동맥을 넘어가며, 오른쪽 허파뿌리를 앞쪽에서 지나가 T8 높이에 위치한 가로막의 대정맥구멍을 통해 가슴을 떠난다. 오른가로막신경은 우심방을 타고 지나간다.
- 왼가로막신경은 좌심실의 심장막을 타고 지나간 뒤 가로막을 관통한다.

심장가로막동맥과 정맥은 양쪽 가로막신경과 함께 주행한다.

### 변이
대다수 목의 신경들처럼 여러 해부학적 변이가 발견되었다. 주목할 만한 변이는 가로막신경이 빗장밑정맥 앞쪽으로 주행하여 빗장뼈뒤(retroclavicular) 부위를 지나는 것이다. 일반적인 가로막신경의 위치는 빗장밑정맥의 뒤쪽으로, 즉 빗장밑동맥과 정맥의 사이이다. 이 변이는 가로막신경이 빗장밑동맥이나 정맥에 배관을 삽입할 때 손상되기 쉽게 만들 수 있다.
또한 덧가로막신경이 흔히 확인되는데, 카데바 연구에서 전체의 75%까지도 관찰된다.
개의 가로막신경은 C5-C7에서 시작되며 가끔 C4가 가로막신경 형성에 약간 기여한다. 고양이, 말, 소, 작은 반추동물 등에서는 가로막신경이 C4-C7에서 다양하게 시작된다.

## 기능
양쪽 가로막신경은 가로막의 운동신경 섬유, 섬유심장막과 세로칸가슴막, 가로막 쪽 배막의 감각신경 섬유로 분포한다.
일부 문헌에서는 오른가로막신경이 쓸개에 분포한다고 설명하기도 하지만, 다른 문헌에서는 그런 언급을 하지 않기도 한다.
또한 오른가로막신경은 간의 피막(capsule)에도 분포할 수 있다.

## 임상적 중요성

X선 투시법으로 본 왼가로막신경의 마비(영상의 오른쪽). 입을 닫은 채 강제로 들숨을 할 시 마비된 왼쪽 가로막이 정상과 정반대로 올라오며, 정상적인 오른쪽 가로막은 밑으로 움직이고 있다.

가로막신경이 분포하는 구조의 통증은 종종 목신경 C3-C5 성분이 분포하는 다른 신체 부위에 연관통으로 나타날 수 있다. 예를 들어 오른쪽 가로막 밑의 농양은 오른쪽 어깨 통증을 증상으로 보일 수 있다.
가로막신경이나 신경이 분포하는 조직에 생긴 자극은 딸꾹질 반사로 이어질 수 있다. 딸꾹질은 가로막이 갑자기 수축하여 닫힌 상태인 후두의 주름에 대항해 공기를 당겨온다.
가슴 수술 중에는 반드시 가로막신경을 확인하고 보존해야 한다. 가로막신경이 제대로 존재하는지 확인하기 위해서는 외과의가 신경을 조심히 조작하여 가로막의 움직임 반응을 유도해 보아야 한다. 오른가로막신경은 간 이식 도중 대정맥을 고정할 때 손상될 수 있다. 가로막신경을 절단하는 수술(phrenectomy)은 가로막 절반을 마비시키게 된다. 양측성 가로막 마비는 척수의 손상, 운동 신경 질환, 감염, 폐렴, 사르코이드증, 다발성 경화증, 말초신경병증, 근병증과 근위축증, 심장 수술, 폐 이식, 세로칸종양 등이 원인이 될 수 있다. 가로막 마비는 초음파를 통해 가장 잘 확인할 수 있다. 호흡하기가 어려워질 수 있으나 다른 신경이 온전하다면 그 신경을 통해 호흡이 계속될 수 있다.
목(C3-C5)에서 나온 가로막신경은 훨씬 아래에 있는 가로막에 분포한다. 따라서 목 아래 높이의 척수 손상이 있는 환자는 하지의 마비는 있지만 호흡은 여전히 효율적으로 유지할 수 있다.
팔신경얼기 손상은 손상된 신경에 따라 위팔, 아래팔, 손의 다양한 부위에 마비를 일으킬 수 있다. 이때 가로막신경을 이식편으로 하여 근육피부신경이나 정중신경을 재생시키고 마비를 치료할 수 있다. 이 치료 방법은 손상된 신경을 부분적으로 또는 완전히 복구하는 데에 높은 성공률(84.6%)을 보인다. 또한 가로막신경의 호흡 기능에는 최소한의 영향만 끼치면서 손상된 신경을 복원할 수 있다. 오른가로막신경을 신경재생의 이식편으로 사용했을 때는 일반적으로 폐활량이 감소했지만 왼가로막신경을 사용했을 때는 큰 폐활량 감소를 보이지 않았다.